# Allium oreotadzhikorum
Allium oreotadzhikorum (лат.) — вид однодольных растений рода Лук (Allium) семейства Амариллисовые (Amaryllidaceae). Растение впервые описано немецким ботаником Райнхардом М. Фричем в 2009 году, наряду с таксоном Allium vallivanchense.

## Распространение, описание
Эндемик Таджикистана. Описан из Западного Памира.
Луковичный геофит. Ближайший родственник — лук таласский (лат. Allium talassicum), от которого A. oreotadzhikorum отличается цветом филаментов (фиолетового, а не беловатого цвета) и формой листьев. Предполагаемая синонимичность таксонов A. talassicum и A. oreotadzhikorum, вероятно, ошибочна.